# Disfrenia tardiva
L'espressione disfrenia tardiva è stata adottata in psichiatria per designare una sindrome tardiva non motoria indotta iatrogenicamente da farmaci antipsicotici nella schizofrenia o in qualsiasi altra psicosi o disturbo mentale nel quale possano essere prescritti questi farmaci.

## Descrizione
Ingloba i concetti indipendenti, ma relazionati, di Psicosi Rebound, Psicosi da supersensibilità e Refrattarietà secondaria acquisita. L'eziologia di tutte queste sindromi avrebbe in comune una proliferazione  adattativa eccessiva (up-regulation) dei recettori mesolimbici post-sinaptici della dopamina di tipo D2 (recettori tipo D2 o D2-like che includono i sottotipi D2 propriamente detti, D3 e D4) secondaria al blocco operato dai farmaci che agiscono come antagonisti per gli stessi recettori. 
La disfrenia tardiva sarebbe la sindrome tardiva più frequente nell'uso dei moderni antipsicotici di seconda generazione, dotati di azione mesolimbica selettiva, con virtuale assenza di azione sulla via dopaminergica nigro-striatale e, per questo motivo, con bassi rischi di effetti avversi extrapiramidali acuti e di discinesia tardiva a lungo termine. Le manifestazioni della disfrenia tardiva sono, pertanto, preferenzialmente mentali e comportamentali invece che motorie come nelle altre sindromi tardive iatrogene da antipsicotici tradizionali, convenzionali, tipici o neurolettici (discinesia, distonia, acatisia tardive).
I sintomi caratteristicamente scatenati, modificati o aggravati iatrogenicamente dagli antipsicotici di seconda generazione possono includere: allucinazioni, delirio, disorganizzazione del comportamento o del pensiero come nella schizofrenia; mania o ipomania acute come nel disturbo bipolare; sintomi cicloidi, polimorfici, disforici gravi; ossessioni e compulsioni come nel disturbo ossessivo-compulsivo (DOC), con i suoi tic motori, vocalizzazioni involontarie e altri sintomi tipici della sindrome di Tourette.